# 神影小偵探
《神影小偵探》是山根青鬼創作的一部搞笑類型日本漫畫，故事情節主要圍繞著主角「萬能探長」（カゲマン、影万太郎）和他的助手「神影」（シャドーマン），他們與千面怪盜19（怪人19面相）等反派角色展開對決，並處理各種棘手案件。1970到1980年代在小學館的學年雜誌及快樂快樂月刊上連載。
2001年，漫畫改編的電視動畫《探偵少年カゲマン》於NHK教育頻道播出。 然而，除了主角萬能探長與其助手神影維持原設定以外，故事劇情已經截然不同。